# Teodelina
Teodelina é uma comuna da província de Santa Fé, na Argentina.